# Атамась Володимир Миколайович
Атамась Володимир Миколайович (нар. 15 липня 1950, Білоґард, Польща) — український радянський легкоатлет, бігун на короткі дистанції, учасник XX Олімпійських ігор 1972 року у Мюнхені, чемпіон СРСР у складі збірної України та команди «Динамо» з естафетного бігу 4×100 та 60 м (1974–75), переможець легкоатлетичного матчу СРСР — США (Мінськ, 1973), півфіналів Кубка Європи (Осло, 1972 та Единбурґ, 1973), легкоатлетичного матчу СРСР–НДР–Фінляндія (Гельсинкі, 1973) та призер матчу СРСР–ФРН (Ленінград, 1973); призер чемпіонатів СРСР з бігу на 100 м та в естафетах 4×100 м (1972–75), «Універсіади-73» (Москва, 1973) тощо.

## Біографія
Володимир Атамась народився 15 липня 1950 року в м. Білоґард (Польща). Переїхавши до Черкас, навчався у Середній школі № 8 і дуже полюбляв уроки фізкультури. Він швидко долав короткі дистанції і завжди серед учнів класу був першим.
Володя прийшов у ДЮСШ, де почав займатися легкою атлетикою. Його першим тренером став Куликов Микола Григорович. У 1968 році Володимир успішно склав екзамени і став студентом Черкаського педагогічного інституту факультету фізичного виховання, де ведучим спеціалістом з легкої атлетики працював Лузан Володимир Іванович. Через два роки у 1970 році Володимир Миколайович був зарахований до складу збірної СРСР з легкої атлетики.
У стартах V Спартакіади України 1971 року Володимир виборов срібну нагороду після знаменитого Валерія Борзова. Потім третє місце на Чемпіонаті СРСР на дистанції 100 м з результатом 10,3 с. У закритому приміщенні Атамась вийшов переможцем з бігу на 60 м — 6,6 с. На Міжнародних змаганнях Володимир Атамась посів друге місце на дистанції 100 м з результатом 10,4 с. У складі збірної команди країни на Міжнародних змаганнях у Мілані (Італія) показав результат 10,2 с і посів третє місце. Стартуючи у Аугсбурзі (Німеччина), здобув бронзову нагороду з результатом 10,23 с. Лише після успішного виступу в цій серії змагань Володимира Атамася було зараховано до Олімпійської збірної команди СРСР.
У 1972 році закінчив інститут і отримав направлення в місто Умань на посаду інструктора фізичного виховання у трудову колонію неповнолітніх.
У ці ж роки продовжувалася активна підготовка до змагань XX Олімпійських ігор. Атамась виконав норматив майстра спорту. У місті Мюнхен радянська команда взяла участь у змаганнях-меморіалу пам'яті німецького атлета Брука, Володимир показав результат 10,47 с. Першим був Валерій Борзов з результатом 10,1 с. Він згадує: «Атамась був дуже швидким спринтером. Але в 1/4 фіналу бігу на 100 м він отримав травму стегна і вже не міг брати участь в естафеті». Втіхою Володимира і його тренера в Олімпійському сезоні стало те, що він увійшов до п'ятірки кращих спринтерів країни з бігу на 100 м і 200 м.
Вилікувавши травму Володимир Михайлович почав сезон 1973 року із завоювання срібної медалі чемпіонату СРСР.
Відмінно виступав Володимир Атамась на п'ятій матчевій зустрічі легкоатлетів СРСР і ФРН у Ленінграді, а потім в особисто-командному Чемпіонаті СРСР, де команда України в естафеті 4×100 м з результатом 40,1 с завоювала бронзові нагороди.
Перемагав черкаський спринтер і в змаганнях «Матча гігантів» — збірних команд СРСР-США у Мінську, і у півфіналі Кубку Європи в Осло. У 1973 році у Москві на Універсіаді-73 у складі естафетної команди СРСР завоював срібну медаль. На міжнародній зустрічі команд СРСР, НДР, Фінляндії в естафетному бігу на 100 м команда стала переможницею — 39,93 с. У 1974 році Володимир Атамась завоював звання чемпіона СРСР в естафетному бігу 4×100 м з результатом 40,2 с.
1975 рік — VI Спартакіада народів СРСР, де він у складі збірної команди України завоював золоту нагороду. Його тренеру Володимиру Івановичу Лузану присвоєно звання заслуженого тренера України.
Зараз Володимир Миколайович Атамась на заслуженому відпочинку.